# 리처드 로저스 (작곡가)
리처드 찰스 로저스(영어: Richard Charles Rodgers, 1902년 6월 28일 ~ 1979년 12월 30일)는 미국의 작곡가다.
극작가이자 작사가인 오스카 해머스타인 2세와 명콤비를 이루어 뮤지컬 <오클라호마!>(1943), <회전목마>(1945), <남태평양>(1949), <왕과 나>(1951), <플라워 드럼 송>(1958), <사운드 오브 뮤직>(1959) 등을 작곡하여 미국의 뮤지컬 음악사에 큰 업적을 남겼다. 1979년 12월 30일 건강이 악화되어 사망하였다.